# يكاوية الأولى (عنافجة)
يكاوية الأولى (بالفارسية: یکاویه یک) هي قرية وتقع في إيران في قسم عنافجة الريفي. يقدر عدد سكانها بـ 709 نسمة بحسب إحصاء 2016.